# 1900 في إسبانيا
فيما يلي قوائم الأحداث التي وقعت خلال عام 1900 في إسبانيا.

## سياسة

### تعيين في المنصب
- 18 أبريل – فرانسيسكو سيلفيلا Minister of the Spanish Navy  [لغات أخرى]‏.

### انتهاء فترة المنصب
- 18 أبريل – فرانسيسكو سيلفيلا Minister of State of Spain ‏،President of the Council of Ministers ‏، Minister of the Spanish Navy  [لغات أخرى]‏.
- 6 يوليو – رايموندو فرنانديز فيلافيردي وزير المالية  [لغات أخرى]‏.

## مواليد

### فبراير
- 22 فبراير – لويس بونويل مخرج أفلام إسباني.[1]

### مايو
- 20 مايو – لورينزو فيرنانديز لاعب كرة قدم أوروغواياني.

### سبتمبر
- 16 سبتمبر – خوان بيلباو مينتيجي لاعب كرة قدم إسباني.[2]

### ديسمبر
- 21 ديسمبر – رامون سانشيز بيزخوان محامي إسباني.[3]

## وفيات

### يناير
- 20 يناير – جون راسكن (مواليد 1819)[4]

### سبتمبر
- 23 سبتمبر – أرسنيو مارتينيث كامبوس (مواليد 1831)[5]